# Operette (Theaterstück)

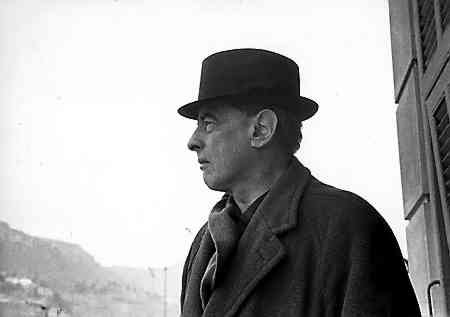
Autor Witold Gombrowicz in Vence

Operette (polnischer Originaltitel: Operetka) ist ein Theaterstück des polnischen Autors Witold Gombrowicz aus dem Jahr 1966. Thema des Stückes ist der Gegensatz der gesellschaftlichen Schichten. Dem Adel bzw. einer „Herrschaftsgruppe“ stehen die armen Leute, „Lakaien“ sowie „Spitzbuben“ gegenüber. Die Verhüllung des Adels in seinen prunkvollen Kostümen wird durch Protagonistin Albertinchen in Frage gestellt, indem sie mit ihrem „Schrei nach Nacktheit“ eine unmittelbare, unverstellte Wahrheit einfordert: „Albertinchen, ein junges Mädchen, setzt die Lust auf Nacktheit – zunächst verbal – der Verkleidungswut ihrer Umwelt entgegen, sie irritiert eine Welt, die sich Existenz ohne 'Mode', ohne verschleiernde Kostümierung gar nicht mehr vorstellen kann.“ Obwohl der Titel anderes vermuten lässt, enthält das Stück keine musikalischen Passagen: „Der polnische Autor Witold Gombrowicz sah die Operette als ‚vollkommen theatralisches Theater‘ an und schrieb dementsprechend 1966 einen Text mit lauter Operetten-Zutaten, dem nur eines fehlte: die Musik.“
Die Uraufführung erfolgte am 17. November 1969 am Teatro Stabile, Aquila unter der Regie von Antonio Calenda. Die deutschsprachige Erstaufführung in der Übersetzung durch Walter Tiel am 6. März 1971 im Schauspielhaus Bochum (Regie: Jorge Lavelli) war nach der Meinung eines Kritikers „die aufwendigste Inszenierung, die sich das Bochumer Stadttheater in den letzten zehn Jahren geleistet hat: […] Resultat: Die ‚Operette‘ in ihrer ‚erhabenen Idiotie‘ wurde, Gombrowicz wusste es ja, ‚das vollkommene Theater‘“ Das Stück inspirierte zudem mehrere Komponisten zu Opernadaptionen, wie z. B. Opérette, Komponist: Oscar Strasnoy (Uraufführung: Grand Théâtre de Reims, 2002) sowie: Operetka, Komponist: Michał Dobrzyński (Uraufführung: Warschauer Kammerspiele, 2015).